# استپوناس داریوس
استپوناس داریوس (لیتوانیایی: Steponas Darius; ۸ ژانویهٔ ۱۸۹۶ – ۱۷ ژوئیهٔ ۱۹۳۳) بازیکن فوتبال لیتوانیایی  و خلبان آمریکایی بود.
وی همچنین برندهٔ جوایزی همچون پرپل هارت شده‌است.